# Siège de Thessalonique (904)
Pour les articles homonymes, voir Siège de Thessalonique.
Guerres arabo-byzantines
Batailles
- Mu'tah (629)
- Ajnadayn (634)
- Damas (634)
- Fahl (635)
- Yarmouk (636)
- Jérusalem (636-637)

- Héliopolis (640)
- Nikiou (646)

- Sufétula (647)
- Tahouda (683)
- Mammès (688)
- Carthage (698)
- Oued Nini (698)

- 1re Constantinople (674-678)
- Sébastopolis (692)
- Tyane (~708)
- 2e Constantinople (717-718)
- Andrinople (718)
- Nicée (727)
- Akroinon (740)

- Kamacha (766)
- Invasion de l'Asie Mineure (782)
- Kopidnadon (788)
- Krasos (804)
- Invasion de l'Asie Mineure (806)
- Anzen (838)
- Amorium (838)
- Mauropotamos (844)
- Poson (863)
- Bathys Ryax (872 ou 878)

- Syracuse (877-878)
- Stelai ou 1re Milazzo (880)
- 2e Milazzo (888)
- Taormine (902)
- Garigliano (915)
- Détroit (965)
- Georges Maniakès en Sicile (1038-1040)

- Phœnix de Lycie (655)
- Keramaia (746)
- Conquête musulmane de la Crête (années 820)
- Damiette (853)
- Raguse (866-868)
- Kardia (~872-873)
- Golfe de Corinthe (~873)
- Céphalonie (880)
- Chalcis (~883)
- Thessalonique (904)

- Portes ciliciennes (878)
- Campagnes de Jean Kourkouas (926-944)
- Marach (953)
- Raban (958)
- Andrassos (960)
- Campagnes de Nicéphore II Phocas (956-969)
- Chandax (960-961)
- Alexandrette (971)
- Campagnes de Jean Tzimiskès (~950-975)
- Gués de l'Oronte (994)
- Alep (994-995)
- Apamée (998)
- Campagnes de Basile II (979-999)
- Azâz (1030)

Le siège de Thessalonique en 904, par des marins musulmans venus de Crète et de la Syrie est l'une des pires catastrophes à s'abattre sur l'Empire byzantin au Xe siècle.

## Contexte
Une flotte musulmane, dirigée par l'amiral Léon de Tripoli, un musulman d'origine byzantine, part de Syrie avec pour objectif la capitale impériale de Constantinople. Les Musulmans sont dissuadés d'attaquer Constantinople et se tournent, à la place, vers Thessalonique, surprenant totalement les Byzantins, dont la marine est incapable de réagir à temps. Les murs de la ville, en particulier ceux proches du rivage, sont en mauvais état, tandis que deux commandants de la ville émettent des ordres contradictoires.

## Siège et pillage de la ville
Après un siège de courte durée, les Musulmans prennent d'assaut les murs et vainquent la résistance des Thessaloniciens pour finir par prendre la ville le 29 juillet. Le sac se poursuit pendant une semaine entière, avant que les marins musulmans repartent vers leurs bases dans le Levant, après avoir libéré 4 000 prisonniers musulmans tout en capturant 60 navires, un grand butin et 22 000 prisonniers, majoritairement jeunes. Lors de ces événements, la plupart des captifs, y compris Jean Caminiatès, qui a écrit le récit de ce sac, sont ensuite rachetés par l'Empire et échangés contre des prisonniers musulmans.

## Sources
- (en) Cet article est partiellement ou en totalité issu de l’article de Wikipédia en anglais intitulé « Sack of Thessalonica (904) » (voir la liste des auteurs).
- (en) Frendo David : Jean Caminiatès : La capture de Thessalonique - édition : Fotiou Athanasios - 2000 - Perth: Association australienne d'études byzantines -  (ISBN 1-876503-00-9)
- (el) Patoura, Sofia (1994) Οι αιχμάλωτοι ως παράγοντες επικοινωνίας και πληροφόρησης (αι de 4ος-10ος.) (les prisonniers de guerre en tant qu'agents de la communication et de l'information (IVe au Xe siècle)) - Athènes : National Research Foundation - Centre de recherche byzantine -  (ISBN 960-7094-42-5)
- (en) Treadgold, Warren T. : Une histoire de l'État et de la société byzantine, Stanford, CA : Stanford University Press - 1997 - p. 467-  (ISBN 0-8047-2630-2)
- Vasiliev, AA (1968), Byzance et les Arabes, Tome II, 1re partie : Les relations Politiques de Byzance et des Arabes à l'Époque de la dynastie macédonienne (867-959) - éd. : Henri Grégoire, Marius Canard - Bruxelles - Éditions de l'Institut de Philologie et d'Histoire Orientales - p. 163-179